# Concreto

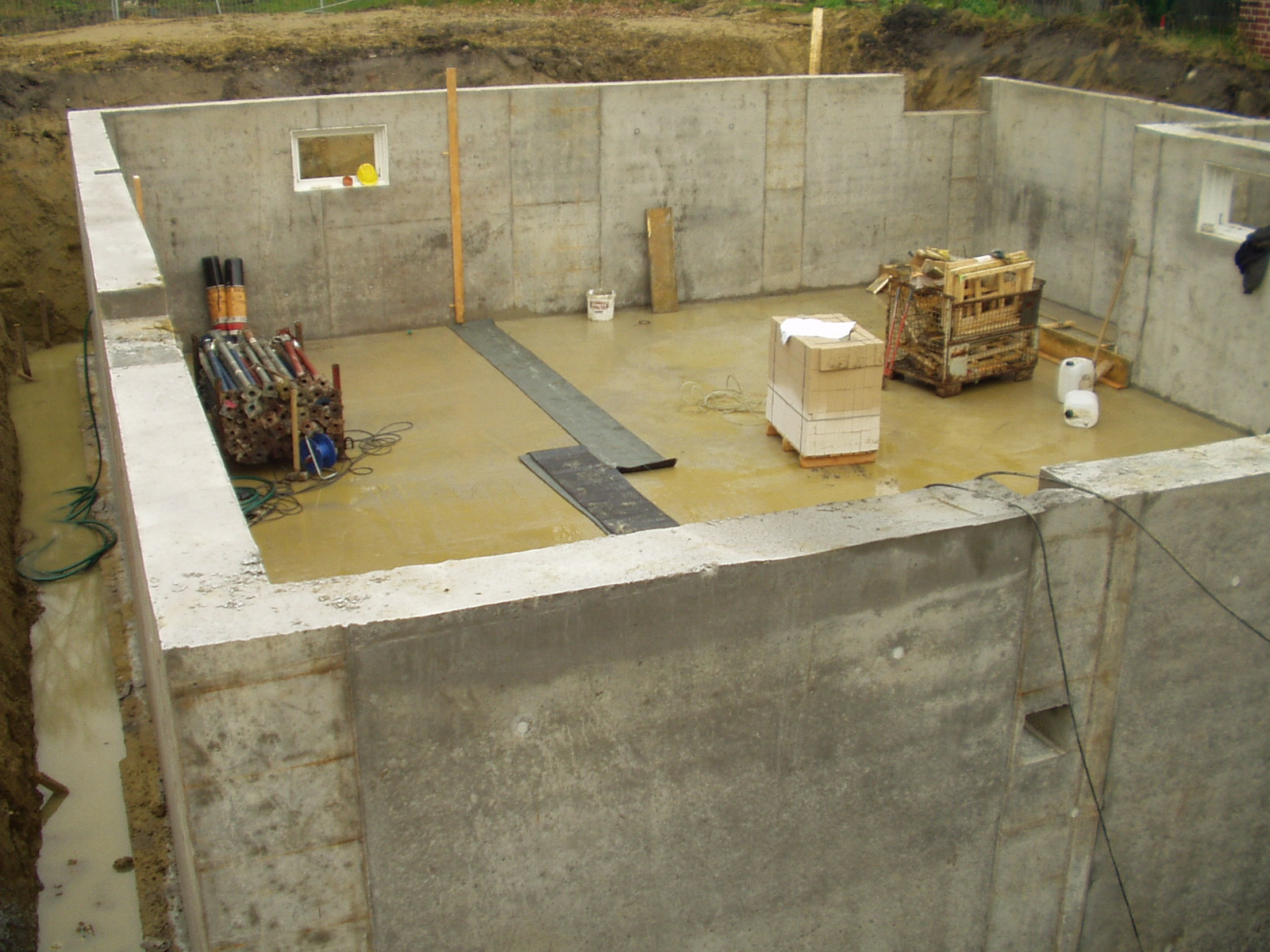
Construção em concreto.

O concreto (português brasileiro) ou betão (português europeu) é o material mais utilizado na construção civil, sendo composto por uma mistura de água, cimento e agregados.
O cimento é o aglomerante do concreto que une os agregados. Estes podem ser agregados miúdos (areias naturais ou artificiais) ou agregados graúdos (pedras britadas ou seixos). Associando esses materiais de diferentes maneiras pode-se ter:

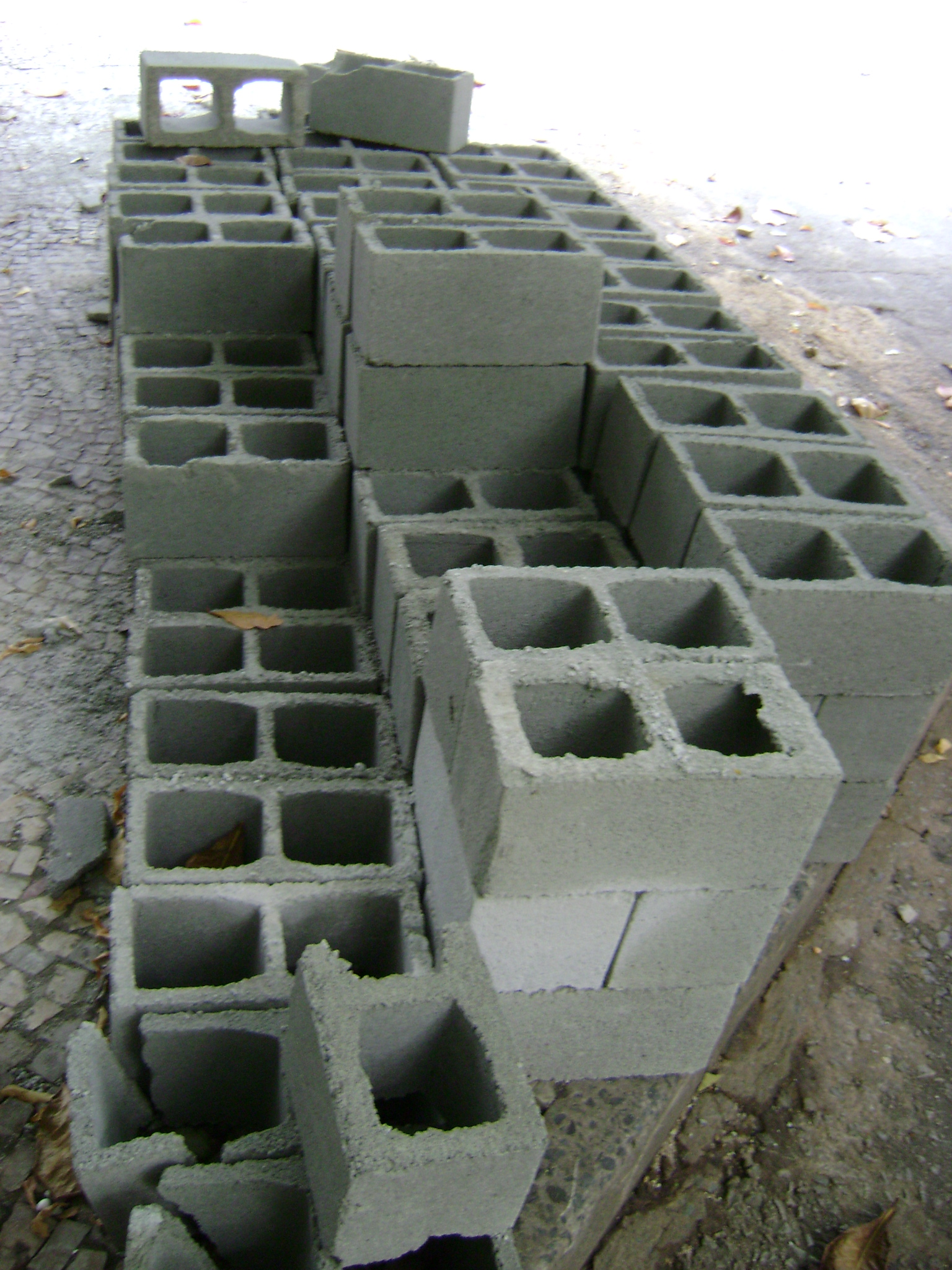
Blocos de concreto em área de construção.

- Pasta, Nata ou Calda: cimento + água;[1]
- Argamassa: pasta + agregado miúdo;[1]
- Concreto:[2] argamassa + agregado graúdo;[1]

A estas associações, podem ser acrescidos aditivos e adições.
Contrariando o que é comumente difundido, a adição de agregados de maiores dimensões para compor o concreto não tem a finalidade, apenas, de diminuir o custo do seu volume unitário. As razões, além da redução do custo, são também os ganhos significativos relacionados à sua funcionalidade e vida útil, uma vez que tais agregados garantem menos retração na cura (podendo ser 10 vezes menor que a retração apresentada pela pasta de cimento pura), evitando assim fissurações, e garantindo menor fluência (também podendo chegar a ser 10 vezes menor que a fluência apresentada pela pasta de cimento pura).
Historicamente, os romanos foram os primeiros a usar uma espécie de concreto para assentar seus tijolos cerâmicos maciços. Eles utilizavam, como cimento, pozolana natural e cal. Embora o primeiro uso seja muito antigo, o cimento e concreto ficaram esquecidos por conta da ruralização da Europa na Idade Média. O material só veio a ser novamente desenvolvido e pesquisado no século XIX.
O concreto simples possui uma razoável resistência a compressão (esmagamento), entretanto uma baixa resistência a tração (cerca de 10% do valor da compressão). Como na maioria das estruturas é comum se encontrar os dois tipos de esforços, o uso do concreto se dá normalmente junto com um outro material (na maioria das vezes aço carbono).

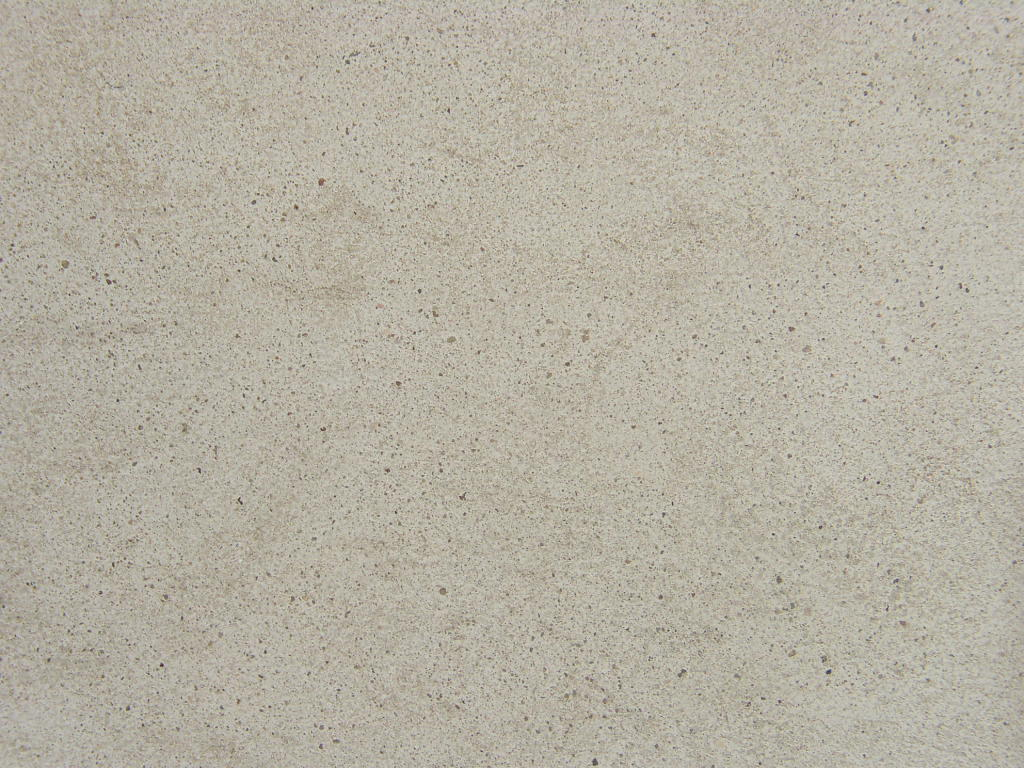
Detalhe de uma parede de concreto.

O tipo de armadura empregada caracteriza o concreto. Usualmente, chama-se de concreto armado, quando o aço é disposta nos locais apropriados (armadura passiva). Quando o aço colocado na estrutura sofre a aplicação de um alongamento (tracionado antes ou depois de concretado), recebe o nome de concreto protendido.
Além disso, existem vários tipos de concretos especiais, como o concreto autoadensável, concreto leve, concreto pós-reativo, concreto translúcido, concreto colorido, concreto com fibras, que são utilizados de acordo com necessidades específicas de cada projeto.

## Resistência

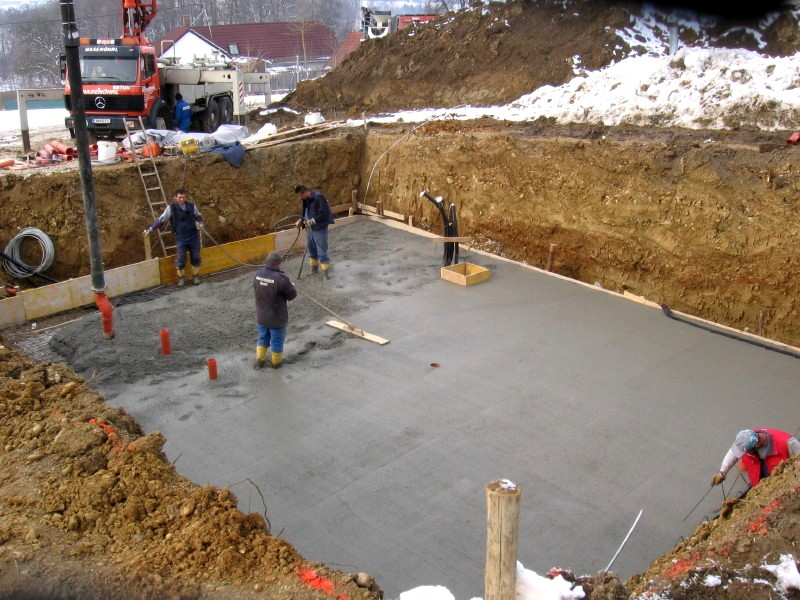
Fundação de uma casa sendo feita com concreto.

Sua resistência e durabilidade dependem da proporção entre os materiais que o constituem. A mistura entre os materiais constituintes é chamada de dosagem ou traço.
Na mistura para a composição do concreto, o cimento é o elemento fundamental de ligação (cola) entre os agregados. Essa cola é o elemento mais fraco da composição, portanto é ela que determina a resistência final do concreto.

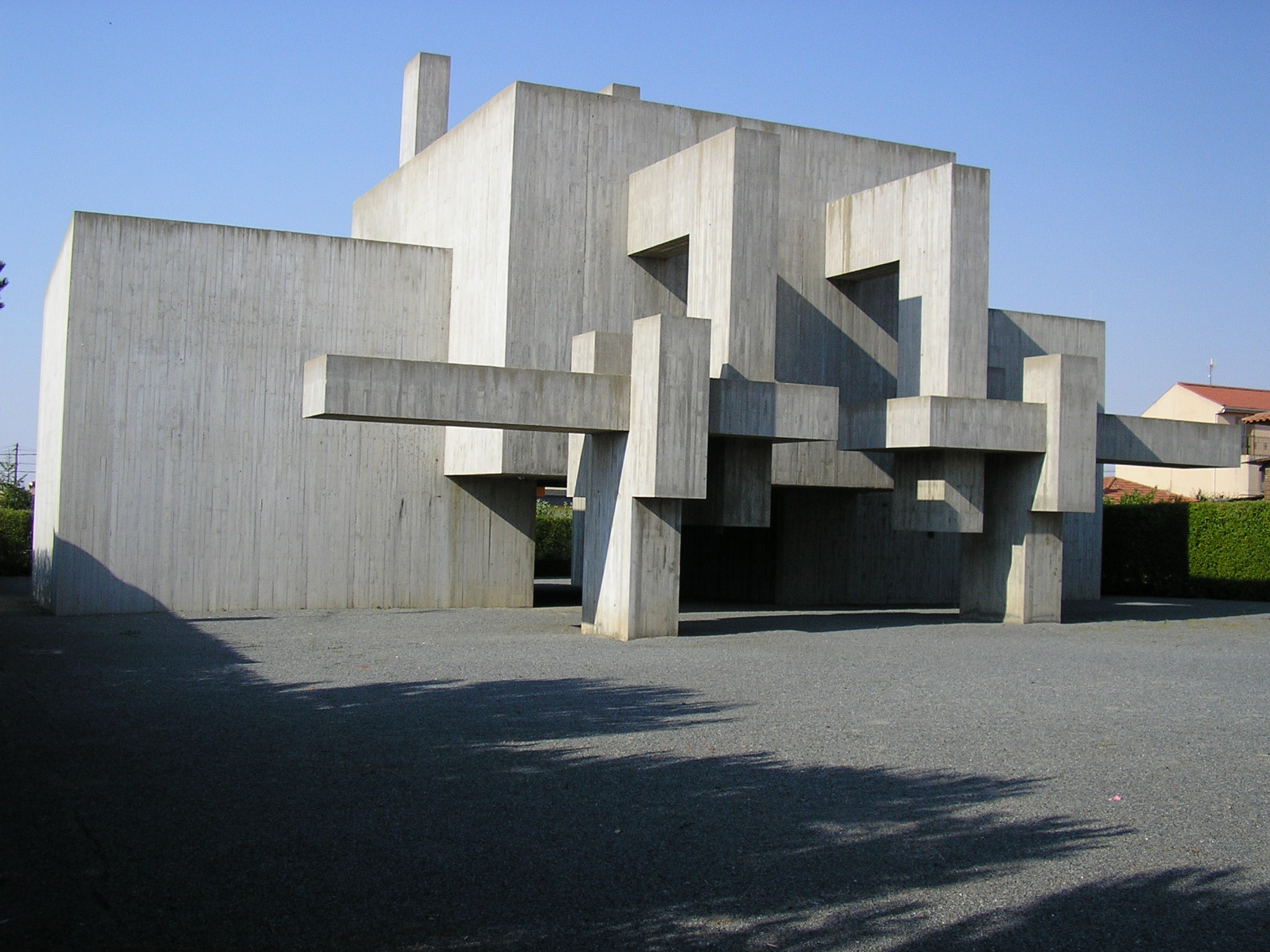
Museo del Hormigón Angel Mateos, em Salamanca.

A água utilizada contribui para a reação química que transforma o cimento Portland em uma pasta aglomerante. Se a quantidade de água for muito pequena, a reação não ocorrerá por completo e também a facilidade de se adaptar às formas ficará prejudicada, porém se a quantidade for superior à ideal, a resistência diminuirá em função dos poros que ocorrerão quando este excesso evaporar. A porosidade, por sua vez, tem influência na impermeabilidade e, consequentemente, na durabilidade das estruturas confeccionadas em concreto. A proporção entre a água e o cimento utilizados na mistura é chamada de fator água/cimento. As proporções entre areia e brita na mistura têm influência na facilidade de se adaptar às formas e na resistência.

## Constituição

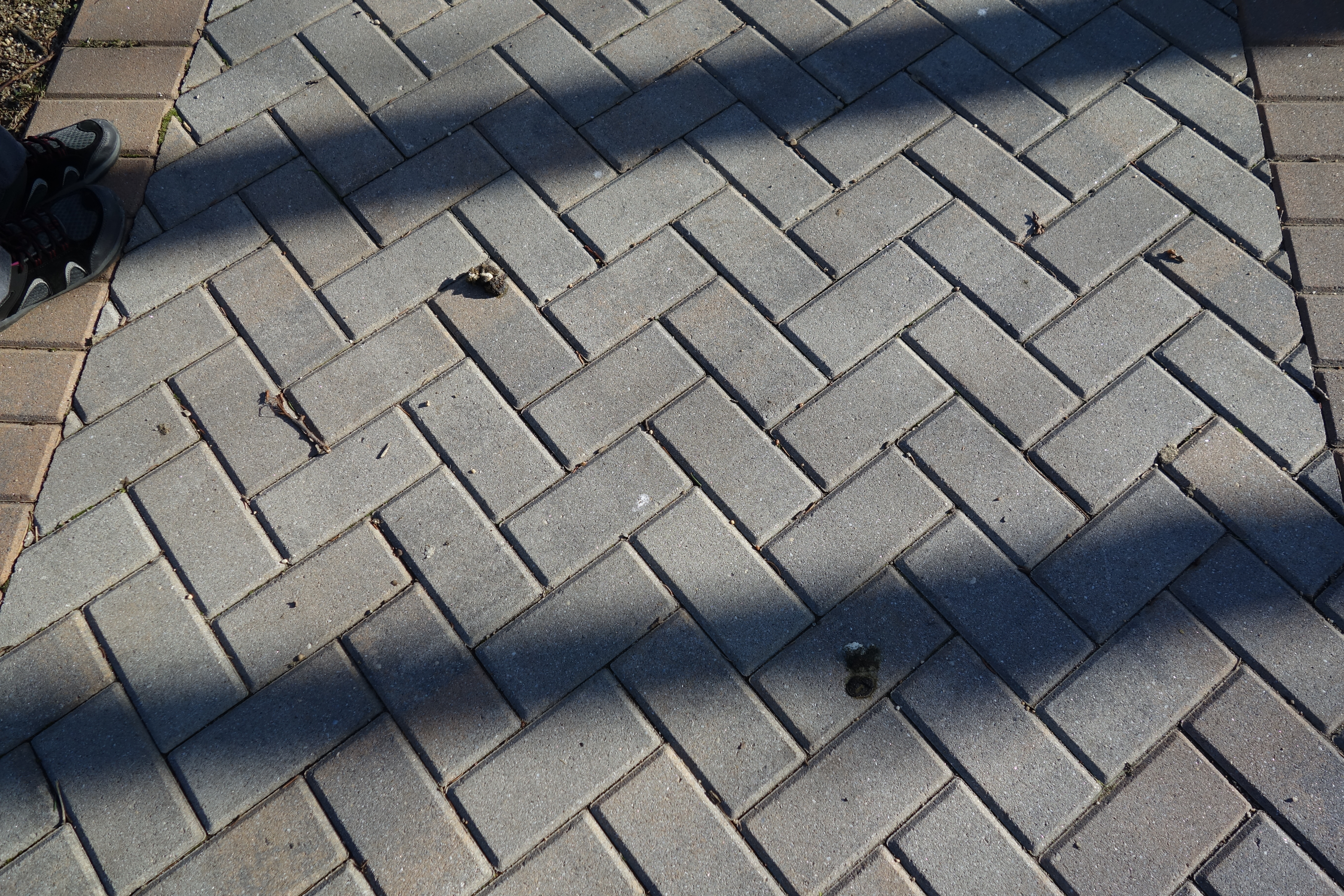
Pavimento com blocos de concreto

Materiais constituintes do concreto:
- Aglomerante — cimento Portland;
- Agregado Miúdo — areia natural ou artificial (pó de pedra beneficiado), pó de pedra;
- Agregado Graúdo — pedra britada ou seixo natural;
- Água — pode ter parte ou totalidade substituída por gelo;
- Aditivo — plastificante, retardador de pega, aumenta fluidez;
- Adições — metacaulim, cinza volante, pozolanas, cal, pó de pedra;

## Recordes mundiais
O recorde mundial para o maior despejo de concreto em um único projeto é a Barragem das Três Gargantas na Província de Hubei, China, pela Corporação das Três Gargantas. A quantidade de concreto utilizada na construção da barragem é estimada em 16 milhões de metros cúbicos ao longo de 17 anos. O recorde anterior era de 12,3 milhões de metros cúbicos mantido pela usina hidrelétrica de Itaipu no Brasil.
O recorde mundial para bombeamento de concreto foi estabelecido em 7 de agosto de 2009 durante a construção do Projeto Hidrelétrico Parbati, perto da vila de Suind, Himachal Pradesh, Índia, quando a mistura de concreto foi bombeada a uma altura vertical de 715 m (2 300 pé).
As obras da barragem Polavaram em Andhra Pradesh em 6 de janeiro de 2019 entraram no Guinness World Records por derramar 32.100 metros cúbicos de concreto em 24 horas. O recorde mundial para a maior laje de concreto contínuo foi alcançado em agosto de 2007 em Abu Dhabi pela empresa contratante Al Habtoor-CCC Joint Venture e o fornecedor de concreto é Unibeton Ready Mix. O despejo (parte da fundação da Torre Landmark de Abu Dhabi) foi de 16.000 metros cúbicos de concreto derramados em um período de dois dias. O recorde anterior, de 13.200 metros cúbicos derramados em 54 horas apesar de uma severa tempestade tropical que exigiu que o local fosse coberto com lonas para permitir que o trabalho continuasse, foi alcançado em 1992 por consórcios japoneses e sul-coreanos Hazama Corporation e Samsung C&T Corporation para a construção das Petronas Towers em Kuala Lumpur, Malásia.
O recorde mundial para o maior piso contínuo de concreto foi concluído em 8 de novembro de 1997, em Louisville, Kentucky, pela empresa de projeto e construção EXXCEL Project Management. A colocação monolítica consistiu em 225 000 pés quadrados (21 000 m2) de concreto colocado em 30 horas, finalizado com uma tolerância de planicidade de FF 54.60 e uma tolerância de nivelamento de FL 43.83. Isso superou o recorde anterior em 50% em volume total e 7,5% em área total.
O recorde para o maior despejo contínuo de concreto subaquático foi concluído em 18 de outubro de 2010, em Nova Orleans, Louisiana, pela empresa contratada C. J. Mahan Construction Company, LLC, de Grove City, Ohio. A colocação consistiu em 10.251 jardas cúbicas de concreto colocadas em 58,5 horas usando duas bombas de concreto e duas usinas de lotes de concreto dedicadas. Após a cura, esta colocação permite que a cofferdam de 50 180
-pé-quadrado (4 700 m2) seja desaguada aproximadamente a 26 pés (7,9 m) abaixo do nível do mar para permitir que a construção do Projeto do Soleira e Monólito do Canal de Navegação do Porto Interno seja concluída a seco.